# Tsukasa Morishima
Tsukasa Morishima (森島 司, Morishima Tsukasa, Mie, 25 april 1997) is een Japans voetballer die als middenvelder speelt bij Sanfrecce Hiroshima.

## Clubcarrière
Morishima begon zijn carrière in 2016 bij Sanfrecce Hiroshima.

## Interlandcarrière
Morishima maakte op 10 december 2019 zijn debuut in het Japans voetbalelftal tijdens een Oost-Aziatisch kampioenschap voetbal 2019 tegen China.

## Statistieken
| Japans voetbalelftal | Japans voetbalelftal | Japans voetbalelftal |
| Jaar                 | Wed.                 | Dlp.                 |
| -------------------- | -------------------- | -------------------- |
| 2019                 | 2                    | 0                    |
| Totaal               | 2                    | 0                    |